# Reuzenaardschildpad
De reuzenaardschildpad (Heosemys grandis) is een schildpad uit de familie Geoemydidae. De soort werd voor het eerst wetenschappelijk beschreven door John Edward Gray in 1860. Oorspronkelijk werd de wetenschappelijke naam Geoemyda grandis gebruikt.

## Uiterlijke kenmerken
Met een maximale rugschildlengte van bijna 45 centimeter is dit een van de grotere soorten uit de Geoemydidae- familie, dieren van een dergelijke lengte zijn zo'n 12 kilo zwaar. Het schild draagt een kiel op het midden en is vrij plat van vorm, vooral bij oudere exemplaren. Oudere dieren hebben ook een gladder schild, bij de juvenielen zijn de groeiringen van de hoornplaten meer prominent aanwezig te zien en zijn de platen ruwer. Deze groeiringen ontstaan overigens na een vervelling, iedere keer als de schildpad vervelt komt er een laagje bij.
De kleur van het rugschild is bruin tot zwart, de kiel vaak lichter gekleurd. Het buikschild is geel van kleur, evenals de onderzijde van de randen van het rugschild. De relatief brede kop en nek zijn grijsachtig groen van kleur, de kaken zijn lichter tot geel. De voorpoten dragen sterk vergrote schubben en tussen de tenen van zowel voor- als achterpoten zijn zwemvliezen aanwezig.

## Verspreiding en habitat
De reuzenaardschildpad komt voor in Azië, in Cambodja, Laos, Maleisië, Myanmar, Thailand en Vietnam. De habitat bestaat uit rivieren, moerassen en andere wateren, van laaggelegen kustgebieden tot hoger gelegen delen tot een hoogte van 400 meter boven zeeniveau. De zwemvliezen duiden op een aquatiele levenswijze maar ook het land wordt veelvuldig betreden.

## Levenswijze
De schildpad wordt door de lokale bevolking vereerd en in tempels gehouden waar de dieren worden beschermd en gevoed, zoals in de wereldberoemde schildpaddentempel in Bangkok. Een andere schildpad die veel in tempels wordt gehouden en hier zelfs zijn naam aan heeft te danken, is de tempelschildpad (Hieremys annandalii).